# Kierz (Bartoszyce)
Kierz (deutsch Horst) war ein Ort in der polnischen Woiwodschaft Ermland-Masuren. Seine Ortsstelle gehört zur Gmina Bartoszyce (Landgemeinde Bartenstein) im Powiat Bartoszycki (Kreis Bartenstein (Ostpr.)).

## Geographische Lage
Die Ortsstelle von Kierz liegt in der nördlichen Mitte der Woiwodschaft Ermland-Masuren, 29 Kilometer südöstlich der früheren und heute auf russischem Territorium gelegenen Kreisstadt Friedland (russisch Prawdinsk) bzw. 14 Kilometer südöstlich der heutigen Kreismetropole Bartoszyce (deutsch Bartenstein).

## Geschichte
Der Ort Horst bestand in seinem Kern lediglich aus einem großen Gehöft. Bis 1945 war er ein Wohnplatz von Falkenau (polnisch Sokolica) im ostpreußischen Kreis Friedland, der 1927 in „Kreis Bartenstein“ umbenannt wurde. Drei Einwohner zählte Horst im Jahre 1905.
Als 1945 in Kriegsfolge das gesamte südliche Ostpreußen an Polen fiel, bekam Horst die polnische Namensform „Kierz“. Nach etlichen Jahren nun wird Kierz offiziell nicht mehr genannt. Das Gebäudeensemble ist bis heute erhalten, aber der Ort scheint im Nachbardorf Spurgle (Sporgeln) aufgegangen zu sein.

## Religion
Christentum
Bis 1945 war Horst in die evangelische Dorfkirche Groß Schwansfeld (polnisch Łabędnik) in der Kirchenprovinz Ostpreußen der Kirche der Altpreußischen Union, außerdem in die römisch-katholische Kirche St. Bruno in Bartoszyce (Bartenstein) im damaligen Bistum Ermland eingepfarrt.

## Verkehr
Zur Ortsstelle Kierz führt eine Landwegverbindung von Spurgle aus.